# Бобринецький ґебіт
Бо́бринецький ґебі́т (нім. Kreisgebiet Bobrinez «Бобринецька округа») — адміністративно-територіальна одиниця генеральної округи Миколаїв райхскомісаріату Україна з центром у Бобринці. 

## Історія
6 серпня 1941 року німці захопили Бобринець. 15 листопада 1941 опівдні з Бобринецького, Витязівського, Рівнянського і Устинівського районів тогочасної Миколаївської області було утворено Бобринецький ґебіт. 
Станом на 1 вересня 1943 ґебіт поділявся на 4 німецькі райони: район Бобринець (нім. Rayon Bobrinez), район Витязівка (нім. Rayon Witiasewka), район Рівне (нім. Rayon Rownoje) і район Устинівка (нім. Rayon Ustinowka).
Гебітскомісаріат у Бобринці в 1942—1943 роках видавав газету «Бобринецький голос», яка виходила чотири рази на тиждень. Редакторами послідовно були М. Толмачов і Л. Щербань. Обсяг газети — 4 сторінки. Наклад від 3 100 до 4 600 примірників.
16 березня 1944 року адміністративний центр округи відвоювали радянські війська.